# Carbon Hill, Illinois
Carbon Hill là một làng thuộc quận Grundy, tiểu bang Illinois, Hoa Kỳ. Năm 2010, dân số của làng này là 345 người.

## Dân số
Dân số qua các năm:
- Năm 2000: 392 người.
- Năm 2010: 345 người.